# Nepalesische Fußballnationalmannschaft
Die nepalesische Fußballnationalmannschaft (Nepali नेपाल राष्ट्रिय फुटबल टोली) ist die Nationalmannschaft des asiatischen Staates Nepal. Fußball ist in Nepal eher eine Randsportart und wird von der All Nepal Football Association organisiert. Der Mannschaft ist es bisher nicht gelungen, sich für eine Fußball-Weltmeisterschaft oder für die Asienmeisterschaften zu qualifizieren. Die bislang größten Erfolge wurden 1984 und 1993 mit den Turniersiegen bei den Südasienspielen erzielt. Dabei gilt im Land besonders der Finalsieg im Elfmeterschießen gegen den großen Nachbarn Indien im Dezember 1993 als herausragendes Fußballereignis.

## Weltmeisterschaften
- 1930 bis 1982 – nicht teilgenommen
- 1986 – Man trat zum ersten Mal bei der Qualifikation zur WM 1986 in Mexiko an und bekam es in der ostasiatischen Gruppe 1 mit Südkorea und Malaysia zu tun. Nach nur einem Remis aus vier Spielen schied man als Letzter aus.
- 1990 – In der Qualifikation zur WM 1990 in Italien traf man in der Gruppe 4 erneut auf Südkorea und Malaysia sowie Singapur. Nepal schied punkt- und torlos als Letzter aus.
- 1994 – In der Qualifikation zur WM 1994 in den USA wurde man in der Gruppe E gegen Saudi-Arabien, Kuwait, Malaysia und Macau gelost, verzichtete jedoch auf eine Teilnahme.
- 1998 – In der Qualifikation zur WM 1998 in Frankreich traf man in der 1. Runde auf Japan, den Oman und Macau. Mit nur einem Punkt schied man jedoch wieder als Gruppenletzter aus.
- 2002 – In der Qualifikation zur WM 2002 in Japan und Südkorea spielte man in Gruppe 6 erneut gegen Macau sowie gegen den Irak und Kasachstan. Diesmal konnte man beide Duelle gegen Macau gewinnen, schied jedoch als Gruppendritter aus.
- 2006 – In der Qualifikation zur WM 2006 in Deutschland wurde man in der 1. Runde gegen Guam gelost, zog sich aber genauso wie der Gegner aus dem Turnier zurück.
- 2010 – Im Rahmen der Qualifikation zur Fußball-Weltmeisterschaft 2010 in Südafrika traf das Team in der 1. Runde der AFC-Zone auf den Oman und musste sich zweimal mit 0:2 geschlagen geben.
- 2014 – In der Qualifikation zur WM 2014 in Brasilien traf man in der 1. Runde auf Osttimor und konnte sich mit 2:1 und 5:0 durchsetzen. In der 2. Runde traf man dann auf Jordanien und musste sich deutlich mit 0:9 und 1:1 geschlagen geben.
- 2018 – In der Qualifikation zur WM 2018 in Russland traf die Mannschaft in der 1. Runde auf Indien und schied nach einem 0:0 und 0:2 aus.
- 2022 – In der Qualifikation zur WM 2022 in Katar traf die Mannschaft in der 2. Runde auf Australien, Jordanien, Kuwait und Chinese Taipei und hat nach zwei Siegen sowie fünf Niederlagen vor dem letzten Spiel keine Chance mehr die dritte Runde zu erreichen.
- 2026 – In der Qualifikation zur WM 2026 in Kanada, Mexiko und USA traf die Mannschaft in der 1. Runde auf Laos. Nach einem 1:1 im Heimspiel wurde auswärts mit 1:0 gewonnen. Gegner in der 2. Runde waren Vereinigten Arabischen Emirate, Bahrain und der Jemen. Nepal verlor die ersten fünf Spiele und konnte nur im letzten Spiel gegen den Jemen einen Punkt gewinnen. Damit schied die Mannschaft als Gruppenletzte aus. Torhüter Kiran Chemjong konnte am 26. März 2024 beim Spiel in Bahrain als erster Nepalese sein 100. Länderspiel machen.[3] Der nepalesische Verband zählt allerdings erst das letzte Spiel gegen den Jemen als sein 100. Länderspiel.[4]

## Asienmeisterschaften
- 1956 bis 1980 – nicht teilgenommen
- 1984 und 1988 – nicht qualifiziert
- 1992 – nicht teilgenommen
- 1996 bis 2004 – nicht qualifiziert
- 2007 – nicht teilgenommen
- 2011 bis 2024 – nicht qualifiziert

## Südasienmeisterschaften
- 1993 – Dritter
- 1995 – Halbfinale
- 1997 – Vorrunde
- 1999 – Vierter
- 2003 – Vorrunde
- 2005 – Vorrunde
- 2008 – Vorrunde
- 2009 – Vorrunde
- 2011 – Halbfinale
- 2013 – Halbfinale
- 2015 – Vorrunde
- 2018 – Vierter
- 2021 – Zweiter
- 2023 – Vorrunde

## AFC Challenge Cup
- 2006 – Halbfinale
- 2008 – Vorrunde
- 2010 – nicht qualifiziert
- 2012 – Vorrunde
- 2014 – nicht qualifiziert

## AFC Solidarity Cup
- 2016 – Sieger

## Trainer
- Rudi Gutendorf (1981)
- Jochen Figge (1984–1985)
- Rudi Gutendorf (1985)
- Torsten Spittler (1999)
- Stephen Constantine (1999–2001)
- Yoo Kee-heung (2003)
- Toshihiko Shiozawa (2005–2006)
- Thomas Flath (2008)
- Graham Roberts (2011–2012)
- Jack Stefanowski (2013)
- Raju Kaji Shakya (2014)
- Jack Stefanowski (2014–2015)
- Dhruba KC (2015)
- Patrick Aussems (2015–2016)
- Bal Gopal Maharjan (2016)
- Kōji Gyōtoku (2016–2018)
- Bal Gopal Maharjan (2018)
- Johan Kalin (2019–2020)
- Bal Gopal Maharjan (2020–2021)
- Abdullah al-Mutairi (2021–2022)
- Pradip Humagain (2022)
- Prabesh Katuwal (2022–2023)
- Vincenzo Alberto Annese (2023–2024)
- Matt Ross (seit 2025)